# 하야시 센주로

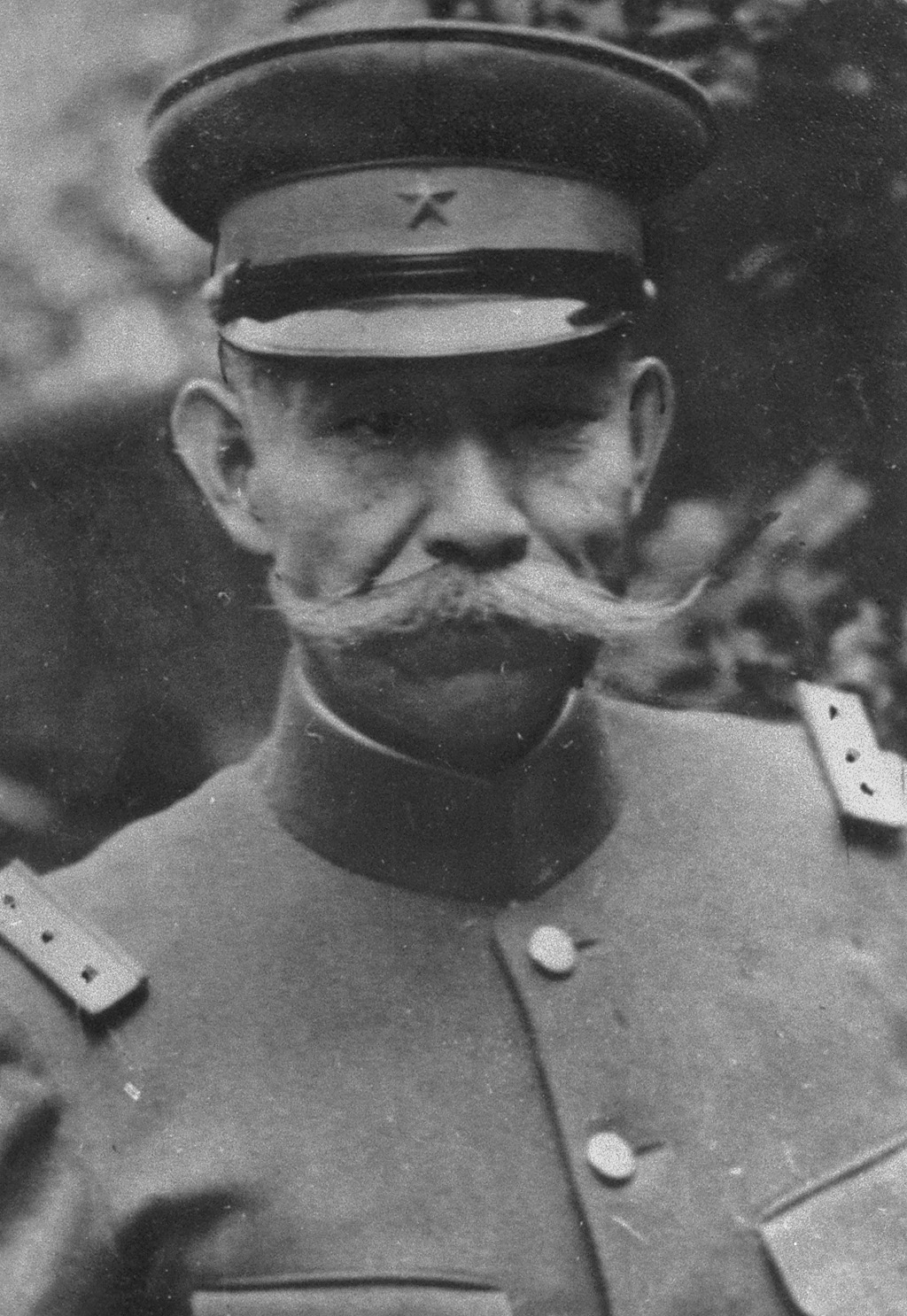
육군대장 하야시 센주로(국립국회도서관에서)

하야시 센주로(일본어: 林 銑十郞, 1876년 2월 23일 ~ 1943년 2월 4일)는 일본 제국 육군의 군인이자 정치인으로, 제33대 내각총리대신을 지냈다. 그는 조선군 사령관으로 있을 당시인 1931년, 도쿄에 있는 일본 정부의 허가 없이 휘하 부대에 만주 독단 월경을 지시한 인물이다.

## 내력
하야시 센주로는 이시카와현 가나자와시에서 사족의 아들로 태어났다. 1894년 청일 전쟁이 발발하면서 일본 육군사관학교에 들어가 1897년 소위로 임관되었고, 1903년 일본 육군 대학교를 졸업하였다.
1905년에 발발한 러일 전쟁에 참전해 뤼순 공격에 참가하였다. 이후 야전직을 거쳐 1918년부터 1920년까지 57연대의 연대장으로 복무했다. 이후 후방 요직을 두루 맡았다. 이후 1923년부터 1924년까지 국제연맹의 일본 대표부에 부임하였다.
다시 일본에 돌아와 여러 부대에 근무했고, 1930년에 중장으로 승진하여 조선군 사령관에 부임하였다. 그 재임 당시 1931년 9월 18일 만주사변이 발발했다. 다음날 9월 19일 하야시는 휘하의 20사단을 39혼성여단으로 개편하고, 상부의 지시 없이 이 부대를 만주로 파견하였다. 내각은 만주사변을 둘러싼 군부의 음모를 조사하려고 하였으나, 사태가 손쓰기 힘들 정도로 확대되자 이를 용인하는 방향으로 선회하였다. 그리하여 39혼성여단을 독단적으로 움직인 하야시는 9월 22일 사후 승인을 받았다.
이후 다시 승진하여 1932년부터 1934년까지는 육군내 3대 보직 중의 하나인 교육총감으로 있었다. 또한 1934년부터 1935년까지는 육군대신으로 일했다.
한편 하야시는 황도파의 거두인 아라키 사다오(荒木貞夫)와 관동군 사령관 혼조 시게루(本庄繁)의 후견인이었다. 한편 아라키에 대비되는 통제파는 아라키 사다오를 사임시켜 승리하였다. 그런데도 이후 하야시는 통제파의 의향에 따라 아라키 사다오 후임으로 육군장관에 임명되었는데, 만주사변을 꾸민 이시와라 간지(石原莞爾)는 "하야시 대장은 우리 마음대로 고양이도, 호랑이로도 만들 수 있다"고 말했다고 한다. 그리하여 사이토 내각과 오카다 내각에서 육군 대신을 맡았다.
하야시는 또한 군부의 일원으로 민주제를 부정하고 일당제를 주창하는 고노에 후미마로(近衛文麿)의 이념에 동조하였다. 이후 1937년 일본 내각총리대신으로 취임하였다.

## 연보

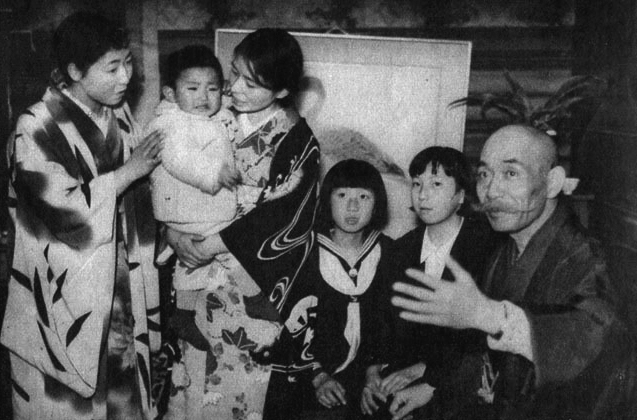
가족들과 총리 취임을 축하하고 있다.

- 1896년(메이지 29년) - 육사] 졸업 ([육사(육사) 졸업생 일람 (일본) #8기|제8기] 동기에 와타나베 죠타로가 있었다
- 1897년(메이지 30년) 6월 28일 - 임 보병 소위, 보 보병 제7연대] 부록
- 1899년(메이지 32년) 11월 17일 - 임 보병 중위]
- 1903년(메이지 36년) - 육군대학교 졸업 ([육군대학교 졸업생 일람 #17기 (메이지 36년 졸업) | 제17기]]]) 동기에 와타나베 (수석 졸업) 하타 에이타로 남지로가 있었다
- 1904년(메이지 37년) 1월 19일 - 임 [보병 대위]], 보병 제 6 여단 부관으로서 러일 전쟁에 출정.
- 1908년(메이지 41년) 12월 21일 - 임 보병 소령
- 1910년(메이지 43년) 1월 - 한국 주차군 사령부부
- 1913년(타이쇼 2년) 7월~1916년(다이쇼 5년) 11월 - 독·영국에 유학
- 1914년(다이쇼 3년) 1월 20일 - 임 보병 중령
- 1916년(다이쇼 5년) 11월 15일 - 호우쿠루메 포로 수용소장
- 1917년(타이쇼 6년) 8월 6일 - 임 보병 대령
- 1918년(다이쇼 7년) 7월 24일 - 보 [[보병 제57연대 #역대 연대장|보병 제57연대장](지바현 사쿠라)
- 1920년(다이쇼 9년) 1월 30일 - 보 기술본부부([임시 군사조사위원]])
- 1921년(다이쇼 10년) 7월 20일 - 임 [소장], 보 육사 예과장
- 1923년(타이쇼 12년) 6월~1924년(타이쇼 13년 9월) - 국제 연맹 육해공군 문제 상설 자문위원회 참석차 건너  프랑스]
- 1925년([대정]]14년)-보[보병]제2[여단]]장
- 1926년(다이쇼 15년) 3월 2일 - 임 중장, 보 도쿄만 요새]사령관
- 1927년([쇼와]]2년) 3월 5일 - 보 육군대학교장
- 1928년(쇼와 3년) 8월 10일 - 보 교육총감부 본부장
- 1929년(쇼와 4년) 8월 1일 - 보 근위사단장
- 1930년(쇼와 5년) 12월 22일 - 보  조선군 사령관
- 1931년(쇼와 6년) - 만주사변 발발시 관동군] 요청을 넣어 독단으로 만주로 진군하는 --> 월경장군 별명 따기 -->중복순->
- 1932년(쇼와 7년) 4월 11일 - 임 대장]
  - 그 후 교육총감 육군대신 등을 역임하는데, 육군내 파벌 항쟁 중 통제파에 괴뢰로 이용된다. --> 중복순구 -->
- 1934년(쇼와 9년) 1월 23일 - 보 육군대신
- 1936년(쇼와 11년) 3월 - [예비역]] 편입
- 1937년(쇼와 12년) 2월 - 내각총리대신 [임내각]은 겸임하는 [대신]이 많았기 때문에 세간으로부터 「2인3각 내각」이라고 놀림을 받았다. --> 중복순구 -->
- 1940년(쇼와 15년) 10월 - 내각 참의
- 1942년(쇼와 17년) 5월 - 대일본흥아동맹 총재
- 1943년(쇼와 18년) - 2월 4일에 훙거, 정2위, [훈일등 욱일동화대수장]](몰시승서)

## 영전
서위
- 1897년(메이지 30년) 10월 15일 - 정팔위[1]
- 1899년(메이지 32년) 12월 26일 - 종7위[1]
- 1904년(메이지 37년) 3월 22일 - 정칠위[1]
- 1909년(메이지 42년) 3월 1일 - 종6위[1]
- 1914년(다이쇼 3년) 3월 10일 - 정육위[1]
- 1917년(다이쇼 6년) 8월 30일 - 종5위[1]
- 1921년(다이쇼 10년) 8월 30일 - 정오위[1]
- 1926년(다이쇼 15년) 4월 2일 - 종사위[1]
- 1929년(쇼와 4년) 9월 2일 - 정사위[1][2]
- 1932년(쇼와 7년) 5월 2일 - 종삼위[1][3]
- 1934년(쇼와 9년) 5월 15일 - 정삼위[1][4]
- 1937년(쇼와 12년) 7월 2일 - 종이위[1][5]
- 1943년(쇼와 18년) 2월 4일 - 정2위(몰시승서)[1][6]

서훈
- 1906년(메이지 39년) 4월 1일 -  공사급 금치훈장 · 훈오등 쌍광 욱일장[1]
- 1913년(다이쇼 2년) 5월 31일 - 훈사등서보장[1]
- 1915년(타이쇼 4년) 11월 7일 - 훈삼등서보장[1]
- 1920년(타이쇼 9년) 11월 1일 - 훈삼등 욱일중수장 [1]
- 1926년(다이쇼 15년) 4월 26일 - 훈이등서보장[1]
- 1932년(쇼와 7년) 6월 14일 - 훈일등서보장[1][7]
- 1934년(쇼와 9년) 4월 29일 - 훈일등 욱일대수장 [1]
- 1943년(쇼와 18년) 2월 4일 - 훈일등욱일 동화대수장(몰시 승진서)[1]

포장
- 1906년(메이지 39년) 4월 1일 - 메이지 37년 종군기장[1]
- 1915년(다이쇼 4년) 11월 7일 -  다이쇼 34년 종군기장[1]

## 기념과 영예
기념장
- 1912년(다이쇼 원년) 8월 1일 - 한국병합기념장[1][8]

외국 훈장 패용윤허
- 1910년(메이지 43년) 8월 28일 - 대한제국 훈삼등팔괘장[1]
- 1935년(쇼와 10년) 9월 21일 - 만주국 만주제국황제 방일기념장[1]

## 같이 보기
- 하야시 내각
- 조선군
- 아라키 사다오
- 제2차 세계 대전